# Courchamps (Aisne)
Courchamps es una comuna francesa, situada en el departamento de Aisne, de la región de Alta Francia.

## Demografía
| 62 | 50 | 42 | 64 | 107 | 98 | 92 | 92 |
| Para los censos de 1962 a 1999 la población legal corresponde a la población sin duplicidades (Fuente: INSEE [Consultar]) |    |    |    |     |    |    |    |